# 여수석유화학고등학교
여수석유화학고등학교(麗水石油化學高等學校)는 대한민국 전라남도 여수시 화장동에 있는 공립 고등학교이다.

## 학교 연혁
- 1997년 7월 14일 : 설립인가 (전자기계과 12학급, 화공과 12학급 계 24학급)
- 1999년 3월 5일 : 제1회 입학식(330명)
- 1999년 3월 11일 : 여천전자화학고등학교로 개교
- 2000년 3월 1일 : 여수전자화학고등학교로 교명 변경
- 2006년 8월 22일 : 로봇응용과, 신소재응용과 특성화 지정
- 2013년 3월 1일 : 여수석유화학고등학교로 교명 변경
- 2013년 3월 1일 : 제8대 교장 조영만 취임(마이스터 1대)
- 2013년 3월 4일 : 석유화학산업분야 마이스터고 개교식 및 제1회 입학식(113명)
- 2023년 9월 1일 : 제11대 교장 주선태 취임(마이스터 4대)
- 2024년 12월 30일 : 2024학년도 제24회(마이스터 10기) 졸업장 수여식(86명) 총 4,090명
- 2025년 3월 4일 : 2025학년도 입학식(신입생 99명)

## 설치 학과
- 공정운전과
- 공정계전과
- 공정설비과

## 참고 자료
- 여수석유화학고등학교 - 한국교육학술정보원 학교알리미